# Scotophilus celebensis
Scotophilus celebensis es una especie de murciélago de la familia Vespertilionidae.

## Distribución geográfica
Es endémica de Indonesia, sólo puede encontrarse en Sulawesi.